# Violaine Bérot
Violaine Bérot (Bagnères-de-Bigorre, 16 de junio de 1967) es una escritora francesa.

## Biografía
Violaine Bérot nació el 16 de junio de 1967 en los Pirineos. Sus padres son Marcelino Bérot, montañés arraigado en los Pirineos y autor de varias obras sobre los Pirineos, y Marie-Claude Bérot, cuidadora de niños y autora de libros infantiles.
Estudió en la Universidad de Toulouse, donde obtuvo la licenciatura en filosofía en 1987 y, luego, en 1991, se convirtió en ingeniera informática. Trabajo en Toulouse como instructora para adultos y en informática, especializándose en inteligencia artificial y procesamiento de lenguaje natural. 
En 1994 publicó su primera novela, Jehanne, un monólogo interior de una Juana de Arco llena de amor, en vísperas de su muerte.Luego, en Léo et Lola, su segundo libro publicado en 1996, aborda el tema del incesto. En 1999, publica Tout pour Titou que, según Claude Mesplède, «escribe una novela de rara oscuridad».
Después de estas tres novelas deja Toulouse para irse a las montañas ya que, según sus propias palabras, «Necesitaba cambiar mi vida: Iba a perder dinero pero ganar en felicidad».Se instala en los Pirineos sin electricidad, ni agua corriente para dedicarse a la crianza de cabras y caballos. En esta época publica Notre père qui êtes odieux, en 200, una novela de la serie Le Poulpe que se desarrolla en los Pirineos de su infancia.
Tras doce años de silencio publica Pas moins que lui (Nada menos que él) en 2013, donde analiza los veinte años de espera de Penélope en Ítaca. Publica en 2015 Des mots jamais dits, donde narra el recorrido vital, desde el nacimiento hasta la edad adulta, de una mujer cuyo papel de mayor le hace desempeñar el papel de madre. En Nue, sous la lune, publicada en 2017, cuenta la terrible fuerza de la influencia amorosa y hasta dónde puede llegar la violencia psicológica en una pareja. Tombée des nus, publicado en 2018, aborda la negación del embarazo a través de las voces mixtas de 7 personajes.
“ Sus personajes recurren a lo íntimo. Violaine Bérot explora el dolor imposible de expresar, los vínculos familiares, los hermanos, la relación madre-hijo », según Anne Pitteloud. 
Hoy, esta instalada en una cabaña un poco más accesible y vive de la escritura, principalmente gracias a residencias remunerados. 

## Citas
- Claude Mesplède (2007). Dictionnaire des littératures policières. Temps noir (en francés) 1. Nantes: Joseph K. p. 218 |página= y |páginas= redundantes (ayuda). ISBN 978-2-910-68644-4. OCLC 315873251.